# Saronggi (plaats)
Saronggi is een bestuurslaag in het regentschap Sumenep van de provincie Oost-Java, Indonesië. Saronggi telt 2273 inwoners (volkstelling 2010).